# Jouk Minor
Jouk Minor (* 20. Februar 1947 in Paris) ist ein französischer Jazzmusiker (Klarinette, Flöte, Sarrusophon).
Minor lernte zunächst Flamenco-Gitarre. Nachdem er den Free Jazz für sich entdeckt hatte, wurde er als Saxophonist Mitglied der Band von François Tusques. Mit dem Quartett von Léon Francioli konzertierte er beim Montreux Jazz Festival 1972. 1973 gründete er das Ensemble Armonicord, zu dessen erster Besetzung Bernard Vitet, Kent Carter und Rachid Houari gehörten. Auch war er an Aufnahmen von Alan Silva (Seasons, 1970; The Shout, 1979), Michel Portal (Spendid Yzlment), Bernard Vitet (La Guépe), Eje Thelin und Pierre Favre (Candles of Vision) beteiligt. Daneben komponierte er Theatermusiken und baute Mundstücke und Gitarren. In den 1990er Jahren erkundete er das Sarrusophon und spielte im Duo mit Philippe Neveu sowie im Quartett von Daunik Lazro.

## Diskographische Hinweise
- Armonicord Esprits de sel (mit Jean Querlier, Josef Traindl, Odile Bailleux, Christian Lété, 1977)

## Lexikalischer Eintrag
- Philippe Carles, André Clergeat, Jean-Louis Comolli: Le nouveau dictionnaire du jazz. Édition Robert Laffont, Paris 2011, ISBN 978-2-221-11592-3

| Personendaten    | Personendaten             |
| ---------------- | ------------------------- |
| NAME             | Minor, Jouk               |
| KURZBESCHREIBUNG | französischer Jazzmusiker |
| GEBURTSDATUM     | 20. Februar 1947          |
| GEBURTSORT       | Paris                     |